# Княжество-пробство Эльванген
Княжество-пробство Эльванген — духовное имперское княжество с составе Священной Римской империи с центром в городе Эльванген на востоке современного Вюртемберга. Создано в 1460 году из имперского аббатства Эльванген. Медиатизировано в 1802 году, став частью королевства Вюртемберг.

## Территория
При секуляризации 1802 года на территории княжества-пробства, составлявшей порядка 500 км², проживали примерно 20 тысяч человек. Первоначально княжество состояло из округов (амтов) Эльванген, Танненбург (современная община Бюлертан) и Кохенбург (район Унтеркохен города Аален); в 1471 году к ним добавился амт Рётлен, в 1545 году — амт Вассеральфинген (сегодня — район города Аален) и в 1609 году — амт Хойхлинген.

## Правовое положение в Империи
Княжество-пробство Эльванген возникло из имперского аббатства Эльванген, основанного в качестве бенедиктинского монастыря в 764 году братьями Хариольфом и Эрлольфом. В 1460 году, с упадком монастырской жизни, аббатство было преобразовано в светскую коллегию (Chorherrenstift), капитул которой составляли 12 каноников дворянского происхождения и 10 викариев.
На заседаниях Рейхстага князь-пробст обладал одним полным голосом (Virilstimme) в Совете имперских князей (духовная курия) и голосом на заседаниях Швабского имперского округа. В своих владениях он раздавал должности сроком на один год, получая взамен определённую плату; причём это касалось не только солтысов, но и членов суда, общее число которых составляло совет судей. Резиденция правящего пробства находилась в выстроенном на холме над городом замке Эльванген.

## Исторический очерк
Почти сразу после своего утверждения пробство столкнулось с проблемой быстрого распространения идей Реформации, чему в немалой степени способствовал образ жизни самого пробста. В 1525 году после пламенных проповедей Иоганна Кресса и Георга Мумпаха, объявивших о незаконности крепостного права, в Эльвангене началось крестьянское восстание, которое не имело успеха и вскорости было разбито усилиями Швабского союза.
В 1588 году и в период с 1611 по 1618 годы Эльванген прославился необычайным размахом охоты на ведьм, жертвой которой пали более 450 человек.
В Тридцатилетней войне княжество-пробство, стоявшее на стороне Католической лиги, было в 1632 году занято шведскими войсками, а город Эльванген был пожалован королём Густавом Адольфом своему генералу-штатгальтеру графу Крафту фон Хоэнлоэ-Нойенштайн. Однако уже в сентябре 1634 года, после сражения при Нёрдлингене силы протестантов оставили город.
Пострадавший в войне, Эльванген был в конце XVII—XVIII веке постепенно перестроен в барочном стиле, особенно в правление Франца Людвига фон Пфальц-Нойбурга (1694—1732) и Франца Георга фон Шёнборна (1732—1756).
В 1802 году в ходе секуляризации и во исполнение условий Парижского мирного договора 1796 года, предусматривавшего для Вюртемберга территориальные компенсации взамен утраченного графства Монбельяр, Эльванген был занят вюртембергскими войсками. Заключительное постановление имперской депутации лишь утвердило фактическое положение вещей: княжество-пробство было упразднено, а всё его имущество и территории отданы герцогству Вюртемберг (с 1806 года — королевство Вюртемберг).

## Список князей-пробстов Эльвангена
(В скобках даны годы правления)
- Иоганн фон Хюрнхайм (1460—1461), последний аббат Эльвангенского аббатства, в 1461 г. отказался от поста пробста
- Альбрехт V фон Рехберг (1461—1502), утверждён решением Папы римского
- Бернхард фон Вестерштеттен (1502—1503)
- Альбрехт VI Тумб фон Нойбург (1503—1521)
- Генрих Пфальцский (1521—1552), сын курфюрста Филиппа Мужественного
- Отто фон Вальдбург (1553—1573), кардинал, князь-епископ Аугсбурга
- Кристоф фон Фрейберг-Айзенберг (1573—1584)
- Вольфганг фон Хаузен (1584—1603), с 1602 по 1613 гг. — князь-епископ Регенсбурга
- Иоганн Кристоф I фон Вестерштеттен (1603—1613), с 1612 по 1637 гг. — князь-епископ Айхштета
- Иоганн Кристоф II фон Фрейберг-Айзенберг (1613—1620)
- Иоганн Якоб Бларер фон Вартензее (1621—1654)
- Иоганн Рудольф фон Рехберг (1654—1660), администратор епископства Аугсбург
- Иоганн Кристоф III фон Фрейберг-Айзенберг (1660—1674), с 1665 — князь-епископ Аугсбурга
- Иоганн Кристоф IV Адельманн фон Адельманнсфельден (1674—1687)
- Генрих Кристоф фон Вольфрамсдорф (1687—1689)
- Людвиг Антон фон Пфальц-Нойбург (1689—1694), князь-епископ Вормса и великий магистр Немецкого ордена
- Франц Людвиг фон Пфальц-Нойбург (1694—1732), князь-епископ Бреслау, курфюрст-архиепископ Трира и Майнца, князь-епископ Вормса, великий магистр Немецкого ордена и эрцканцлер
- Франц Георг фон Шёнборн-Буххайм (1732—1756), курфюрст-архиепископ Трира и князь-аббат Прюма, князь-епископ Вормса
- Антон Игнац фон Фуггер-Глотт (1756—1787), князь-епископ Регенсбурга
- Клеменс Венцеслав Саксонский (1787—1803, †1812), принц Польский и герцог Саксонский, курфюрст-архиепископ Трира, князь-епископ Аугсбурга